# 馬尼拉輕軌2號線
馬尼拉輕軌2號線（英語：Manila Light Rail Transit System Line 2），是馬尼拉輕軌的一條路線，大致呈東西向。雖然是由輕軌管理局營運，但實際上是一條高運量捷運系統，亦是至今全菲律賓唯一一條高運量軌道交通路線。全長16.8公里，共13個車站，是馬尼拉第三條軌道交通路線，2003年通車。